# Условна вероватноћа
У теорији вероватноће, условна вероватноћа догађаја {\displaystyle \scriptstyle A} у односу на догађај {\displaystyle \scriptstyle B}, се дефинише као вероватноћа да је испуњен догађај {\displaystyle \scriptstyle A} ако је испуњен догађај {\displaystyle \scriptstyle B}. Ово се записује као {\displaystyle \scriptstyle P(A\mid B)}. Ако ознаком {\displaystyle \scriptstyle P(B)} обележимо вероватноћу догађаја {\displaystyle \scriptstyle B}, а ознаком {\displaystyle \scriptstyle P(A\cap B)} обележимо вероватноћу истовременог јављања догађаја {\displaystyle \scriptstyle A} и {\displaystyle \scriptstyle B} (вероватноћа пресека догађаја {\displaystyle \scriptstyle A} и {\displaystyle \scriptstyle B}), онда се условна вероватноћа дефинише као:
{\displaystyle P(A\mid B)={\frac {P(A\cap B)}{P(B)}}}
ако је {\displaystyle \scriptstyle P(B)>0}. Ако је {\displaystyle \scriptstyle P(B)=0,P(A\mid B)} је недефинисано.

## Пример
Нека је вероватноћа догађаја {\displaystyle \scriptstyle B,P(B)=0,5}, а вероватноћа пресека догађаја {\displaystyle \scriptstyle A} и {\displaystyle \scriptstyle B}, {\displaystyle \scriptstyle P(A\cap B)=0,2}. Онда се условна вероватноћа догађаја {\displaystyle \scriptstyle A} ако се јавио догађај {\displaystyle \scriptstyle B} рачуна на следећи начин:
{\displaystyle P(A\mid B)={\frac {P(A\cap B)}{P(B)}}={\frac {0,2}{0,5}}=0,4}